# Marty Napoleon
Marty Napoleon (2. června 1921, Brooklyn, New York, New York, USA – 27. dubna 2015, Glen Cove) byl americký jazzový klavírista. 
V roce 1946 se stal členem skupiny Gene Krupy a později hrál ve skupině svého strýce Phila Napoleona. V roce 1952 nahradil Earla Hinese v orchestru Louise Armstronga. V pozdějších letech spolupracoval například se svým bratrem Teddy Napoleonem a na přelomu šedesátých a sedmdesátých let byl opět členem Armstrongova orchestru. Během své kariéry spolupracoval i s dalšími hudebníky, mezi které patří Kai Winding, Charlie Ventura nebo Rex Stewart. Zemřel v roce 2015 ve věku 93 let.